# John Scofield (Album)
John Scofield ist ein Soloalbum des Gitarristen John Scofield. Die im August 2021 im Top Story Studio, Katonah, New York, entstandenen Aufnahmen erschienen am 6. Mai 2022 auf ECM Records. Das selbstbetitelte Album ist die erste Soloveröffentlichung des Gitarristen.

## Hintergrund
Auf dem hell gelb-grauen Cover von John Scofields gleichnamigen Album ist eine Strand-Szene mit einem lichten Zaun abgebildet, weit hinten am Horizont ein paar Häuser im Dunst. Ein einsamer schwarzer Hund ist zu sehen, aber kein Mensch. Die Einsamkeit wurde in der Zeit der Corona-Pandemie für Scofield ein Thema und das Solo-Spiel für den Gitarristen prägender Bestandteil seines Lebens: „Ich denke, dass ein Grund für diese Solo-Platte ist, dass ich zu Hause ganz alleine mit meiner Gitarre war.“
In einem Interview mit Nate Chinen für WBGO sagte Scofield auf dessen Aussage, dass er musikalisch immer nach Interaktion gesucht habe und auf diesem Album deshalb eine künstliche Interaktion mit einem anderen Musiker aufgebaut habe, dass diese Produktion in gewisser Weise ein „Solo-Duo-Album“ sei: „Es ist keine reine Sologitarre – denn der andere Typ bin ich. Mir ist aufgefallen, wenn man einfach etwas spielt und die Band sagt „tuck, tuck, tuck, tuck“, und man spielt seine  Phrase und dann hört man sie an, und macht diese kleine Sache, wo man Platz lässt. Ihr Gehirn springt einfach oben drauf. Und ich habe das immer so gesehen, als würde man wirklich etwas ausspielen oder mit diesen Jungs spielen. Ich tat dasselbe mit mir selbst, und es war, als würde ich mir selbst zuhören.“
Scofield spielte eine Reihe von Jazzstandards, darunter „It Could Happen to You“, basierend auf der Version von Kenny Dorham mit Jackie McLean (Inta Somethin’, 1962), außerdem „There Will Never Be Another You“ und „My Old Flame“. Obwohl der Jazz die meisten Wurzeln seines musikalischen Stammbaums darstelle, erkundet der Gitarrist oft verschiedene weitere musikalische Zweige, von Standards über Country-Musik bis hin zu Rock & Roll, notierte Michael Toland. So streift Scofield über Buddy Holly („Not Fade Away“), Hank Williams („You Win Again“), Folk-Traditionals („Junco Partner“, „Danny Boy“), seine Kollegen (Keith Jarretts „Coral“) und seine eigenen Stücke („Honest I Do“, „Elder Dance“, „Since You Asked“). „Since You Asked“ ist ein Stück, das der Gitarrist ursprünglich 1990 mit Joe Lovano aufgenommen hatte.
„Mrs. Scofield's Waltz“ durchquert die Geschichte der Jazzgitarre von Charlie Christian über Tiny Grimes bis hin zu Wes Montgomery in seiner glorreichen Demonstration der Akkordharmonien, notierte Thom Jurek. Außerdem interpretiert der Gitarrist den traditionellen Blues „Junco Partner“, basierend auf der Original-Single-Version von James Wayne aus dem Jahr 1951 (Sittin’ In With 607), während „er ihm durch schlüpfrige Akkorde und geschmeidige einzelne Linien einen Hauch von New Orleans verleiht“.

## Titelliste
- John Scofield – John Scofield (ECM 2727, ECM Records 453 1164)[5]

1. Coral (Keith Jarrett) 2:52
2. Honest I Do (John Scofield) 4:16
3. It Could Happen to You (Johnny Burke, Jimmy Van Heusen) 5:57
4. Danny Boy (Traditional) 4:56
5. Elder Dance (John Scofield) 3:5
6. Mrs. Scofield's Waltz (John Scofield) 4:21
7. Junco Partner (Traditional) 3:44
8. There Will Never Be Another You (Mack Gordon, Harry Warren) 2:52
9. My Old Flame (Sam Coslow, Arthur Johnston) 2:36
10. Not Fade Away (Buddy Holly, Norman Petty) 5:43
11. Since You Asked (John Scofield) 4:40
12. Trance de Jour (John Scofield)  4:23
13. You Win Again (Hank Williams) 3:30

## Rezeption

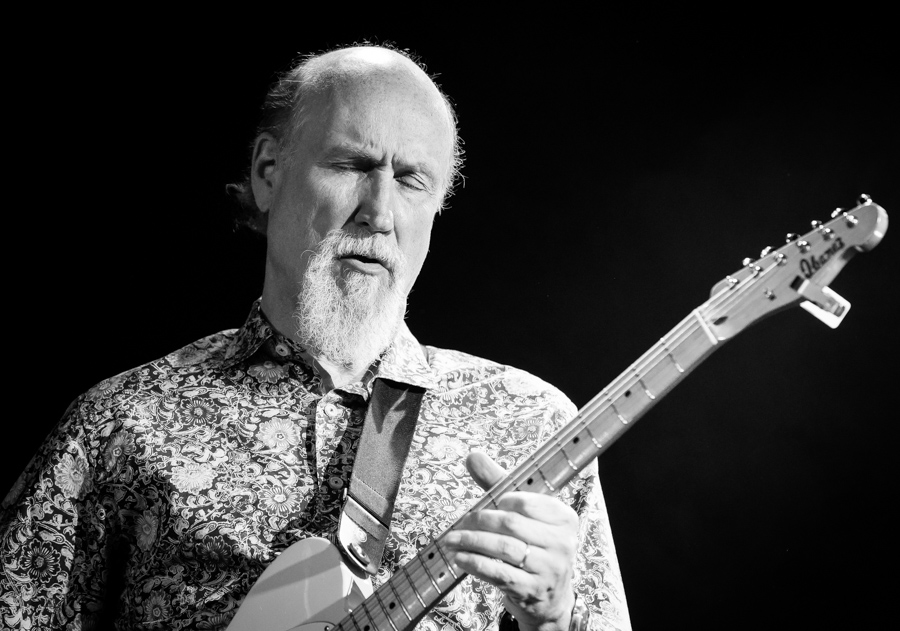
John Scofield beim Kongsberg Jazzfestival 2017

Als Spieler von bemerkenswerter Sensibilität achte Scofield immer genau auf die Melodie, sodass selbst seine Improvisationen immer noch die ursprüngliche Absicht des Songs vermitteln, schrieb Michael Toland in The Big Takeover. Das sei wohl ein einfacher Balanceakt für ihn, da er jede dieser Melodien eindeutig kenne, und die entspannte Art, in der er sie spiele, schaffe eine gemütliche und intime Wohnzimmeratmosphäre. John Scofield sei ein Album mit klug ausgewählten Songs, die liebevoll dargeboten würden.
Thom Jurek verlieh dem Album in Allmusic vier Sterne und urteilte, Scofield habe angetrieben von fast üppigen Akkordvoicings fünf Jahrzehnte Erfahrung in diese 13 Songs einfließen lassen. Auch wenn das Unterfangen zunächst unbedeutend erscheinen möge, werde beim Hören diese Vorstellung verleugnet, da er eine Fülle musikalischer Weisheit und Raffinesse in seiner Herangehensweise an Soloaufnahmen offenbare.
Sarah Seidel kam bei NDR Kultur zum Urteil: „Allein mit sich muss er als Musiker keine Kompromisse eingehen. Und klingt solo so entspannt wie nie.“
Das Album sei durchweg fesselnd, meinte Mike Gates (UK Vibe); es gebe sogar eine wunderbar eindringliche und schräge Interpretation von Keith Jarretts „Coral“, bei der der Gitarrist das Hauptthema der Melodie bis zum Ende zurückhält. Und das sei das Schöne an Scofields Spiel; er fessle die Fantasie mit seiner sehr persönlichen und intimen Wiedergabe der Musik, die er spielt. Das Album sei ein angenehmes und ausgewogenes Porträt des Musikers, das die Musik verbinde, die seine illustre Karriere geprägt hat.